# فاناگوریا
فاناگوریا (انگلیسی: Phanagoria) (یونانی باستان: Φαναγόρεια، به لاتین: Phanagóreia؛ روسی: Фанагория، به لاتین: Fanagoriya) بزرگ‌ترین شهر یونان باستان در شبه‌جزیره تامان بود که بر روی دو فلات در امتداد ساحل شرقی تنگه کرچ گسترش یافته بود.
فاناگوریا پایتخت شرقی پادشاهی بسفور بود، در حالی که پانتیکاپائوم پایتخت غربی آن به‌شمار می‌رفت. استرابون این شهر را به‌عنوان شهری برجسته توصیف کرده که به تجارت خود شهرت داشت. برای دورانی کوتاه در زمانی که به‌عنوان مستعمره‌ای از جنوا تحت نام ماترگا شناخته می‌شد، این شهر به‌عنوان یک اسقف‌نشین کاتولیک عمل می‌کرد و هنوز هم یک کرسی افتخاری کاتولیک لاتین محسوب می‌شود.
امروزه این مکان در فاصله‌ای کوتاه در غرب سِننوی در منطقه کراسنودار روسیه قرار دارد. یک شهر یونانی باستانی دیگر به نام هرموناسا در ۲۵ کیلومتری غرب، در امتداد ساحل تامان امروزی قرار دارد.